# Marie de Sully
Marie de Sully (1365 - c. 1409/1410), princesse de Boisbelle, dame de Sully et de Craon, comtesse de Dreux par son second mariage, est la fille de Louis Ier de Sully († 1382) et d'Isabeau de Craon († 1394).

## Enfance et fiançailles
À la mort de son père en 1382, Marie de Sully devient l'unique héritière de la principauté souveraine de Boisbelle et des seigneuries de Sully, de La Chapelle-d'Angillon, des Aix-d'Anguillon, de Saint-Gondon, de Châteaumeillant, de Sainte-Hermine, de Saint-Amand-Montrond (Montrond), d'Argent, de Clémont, de Villezon (près d'Argent et Clémont) et d'Orval . Par sa mère, elle est également l'héritière de la baronnie de Craon, avec Châteauneuf (cf. l'article Amaury).
En raison de son statut d'unique héritière de ses parents, elle devient l'un des partis les plus recherchés de France. Sa mère conclut un contrat le 27 juillet 1381 avec Jean de Berry par lequel Marie est fiancée à son fils Charles de Berry, comte de Montpensier. Afin de couvrir les frais, Isabeau de Craon cède au duc sa propre baronnie de Châteauneuf . Cependant, Charles de Berry meurt au printemps 1383 avant que le mariage ne puisse être célébré.

## Premier mariage
Peu de temps après, Marie de Sully épouse en 1383 un chevalier de renom, Gui VI de La Trémoille (né v. 1343/1346-† 1397). Le couple a cinq enfants  :
- Georges Ier de La Trémoille (1384-1446), comte de Guînes et sire de la Trémoille : il hérite de sa mère la seigneurie de Sully et la baronnie de Craon, donc de l'essentiel de l'héritage féodal maternel[5] ;
- Jean de La Trémoille (?-1449, Sans postérité), seigneur de Jonvelle, épouse le 17 juillet 1424 Jacqueline d'Amboise, fille d'Ingelger II et de Jeanne de Craon ;
- Isabeau de La Trémoille (1385-?), mariée d'abord à Pierre de Tourzel d'Alègre en 1409 (cf. l'article Yves), puis seconde épouse vers 1415 de Charles de La Rivière, fils de Bureau de La Rivière, remariée enfin en 1433 à Guillaume de Thil-Châteauvillain ;
- Marie de la Trémoille, épouse en 1402 Louis II de Chalon-Tonnerre : Sans postérité ;
- Marguerite de La Trémoille († 1413), x 1412 Renaud VI de Pons, vicomte en partie de Turenne et de Carlat, d'où Jacques Ier de Pons.

Parmi leurs nombreux actes figure la construction de l'actuel château de Sully-sur-Loire.
Vers 1396, Gui participe à la croisade de Jean sans Peur pour assister Sigismond de Luxembourg dans sa lutte contre le sultan Bayezid Ier . Il combat à la bataille de Nicopolis le 25 septembre 1396, qui se termine par une défaite désastreuse, au point qu'il est capturé et emprisonné avec Jean. Sa famille doit verser une rançon de 8 500 ducats pour obtenir sa libération . Cependant, il tombe malade lors de son voyage de retour, et meurt à Rhodes en 1397, laissant Marie de Sully seule avec des enfants encore mineurs .

## Deuxième mariage
Le 27 janvier 1401, Marie de Sully se remarie avec l'un des aristocrates français les plus renommés de son temps, Charles Ier d'Albret, comte de Dreux et connétable de France  . Par sa mère, Marguerite de Bourbon, il est le cousin germain du roi Charles VI de France.
Le couple a quatre enfants :
- Jeanne d'Albret (1403-1433), épouse en 1422 Jean Ier de Foix [10] ;
- Charles II d'Albret (1407-1471) [11], épouse Anne d'Armagnac en 1417, d'où la succession d'Orval et de Montrond ;
- Guillaume d'Albret, seigneur d'Orval, qui meurt sans descendance lors de la Journée des Harengs le 12 février 1429 ;
- Jean d'Albret, mort sans descendance.

Marie de Sully meurt à Pau entre le 6 septembre 1409 et le 17 février 1410, date à laquelle un inventaire de ses meubles et biens est dressé  .